# Eliezer Tsafrir
Eliezer (Ge'isi) Tsafrir (hebräisch אליעזר "גייזי" צפריר; * 1933 im Iran) ist ein israelischer Autor kurdischer Abstammung. Er war Mitarbeiter des israelischen Auslandsgeheimdienstes Mossad und wurde durch verschiedene Aussagen und Berichte zu geheimen Aktivitäten des Mossad im Nordirak und Iran bekannt. Er gilt als Experte zur Frage der Haltung des iranischen Volkes gegenüber dem Iran-Israel-Konflikt und dem iranischen Atomprogramm.

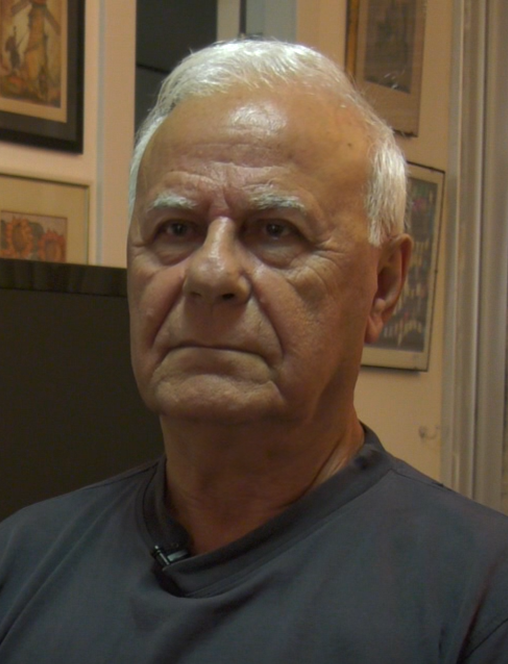
Eliezer Tsafrir

## Leben

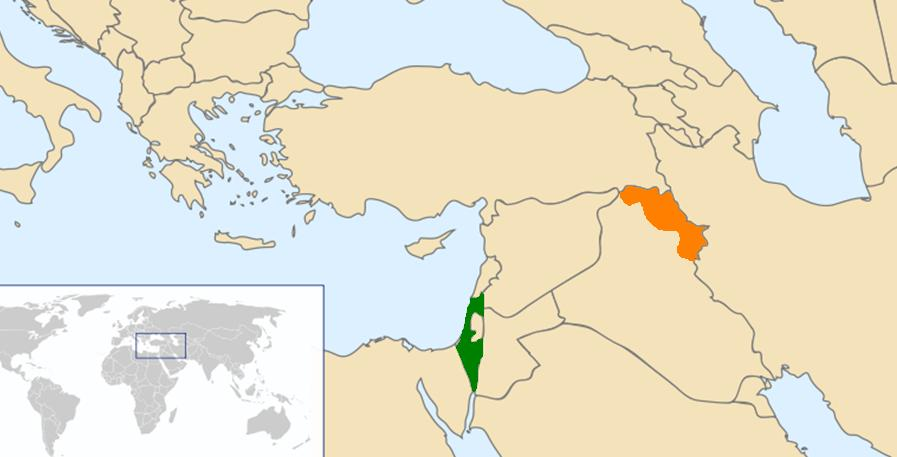
Übersichtskarte zur geografischen Lage von Israel (grün markiert) und dem kurdischen Nordirak (orange), in dem Tsafrir für den israelischen Mossad tätig gewesen sein soll.

Eliezer Tsafrir wurde nach eigenen Angaben und verschiedenen Medienberichten sowie nach Darstellung in mehreren Sachbüchern als junger Offizier vom Mossad im kurdischen Nordirak eingesetzt. Tsafrir, der selbst kurdischer Abstammung ist, soll dabei mit Hilfe des iranischen Nachrichtendienstes SAVAK den Irak vom Iran her infiltriert haben. Er soll in den 1960er und 1970er Jahren als Leiter einer Mossad-Delegation im Iran und Irak sowie vor allem im „irakischen Kurdistan“ tätig gewesen sein. In den späten 1970er Jahren, noch während der letzten Regierungszeit des iranischen Schahs Mohammad Reza Pahlavi, soll Tsafrir als Nachfolger von Merhav der letzte Mossad-Chef in Teheran gewesen sein.
Nachdem es in Israel im September 1986 zu einem Amtswechsel nach dem israelischen Modell gekommen und Ministerpräsident Schimon Peres von Jitzchak Schamir abgelöst worden war, wurde einige Zeit später Tsafrir vom neuen Ministerpräsidenten Schamir, der ihn aus früherer gemeinsamer Tätigkeit beim Mossad kannte, als Berater für arabische Angelegenheiten hinzugezogen. Einer der Schwerpunkte von Tsafrirs Arbeit lag darin, die Ausbreitung der Intifada im israelischen Gebiet in den Grenzen von 1967 zu verhindern.
1992 ging Tsafrir in den Ruhestand. Er lebt in einem Vorort von Tel Aviv.

## Autor, Interviewpartner, Referent
Seit seinem Ausscheiden aus dem aktiven Dienst veröffentlichte Tsafrir mehrere, teils autobiografische Bücher sowie einen Roman, in denen er seine Erlebnisse verarbeitete sowie sich zudem mit zeitgeschichtlichen Themen wie dem Libanonkrieg 1982 befasste. Die Veröffentlichungen „des ehemaligen Mossad-Agenten und Regierungsberaters Tsafrir“ als „Zeuge von dramatischen geschichtlichen Ereignissen“ (Haaretz) stießen auf öffentliches Interesse; sie erfuhren teils weitere Ausgaben und wurden teils zusätzlich als E-Book veröffentlicht. Seine 2002 erschienene Biografie Śaṭan gadol, Śaṭan ḳaṭan. mahpekhah u-miluṭ be-Iran (dt. Großer Satan, kleiner Satan. Revolution und Flucht im Iran) wurde u. a. von der israelischen Tageszeitung Haaretz ausführlich rezensiert (Rezensionszitat: engl. „this book is fascinating, and is recommended reading for anyone who is interested in Israeli-Iranian relations on the eve of the revolution“) sowie im gleichen Jahr im Rahmen eines Seminars am Begin-Sadat-Center for Strategic Studies (BESA) an der Bar-Ilan-Universität in Tel Aviv zur Diskussion gestellt.
Darüber hinaus gab Tsafrir seither zahlreiche Interviews und Kommentare in israelischen und ausländischen Medien. So wurde Tsafrir z. B. 2008 von dem Journalisten Matti Friedman für Associated Press (AP) interviewt; der (englischsprachige) AP-Bericht über das Interview und Tsafrirs Aussagen erschien u. a. in der US-amerikanischen Tageszeitung USA Today. Nach einem Bericht im deutschsprachigen Programm des staatlich iranischen Nachrichtensenders IRIB vom Juli 2010, der sich auf Interviewaussagen von Tsafrir im israelischen Armeerundfunk bezieht, soll Tsafrir inzwischen die „Spionage für Israel im Irak vor allem im Norden des Landes zugegeben“ haben.
Im Februar 2012 berichtete das Schweizer Fernsehen (SF) in einem Beitrag in der regelmäßigen Informationssendung 10vor10 über den Konflikt zwischen Iran und Israel sowie über das iranische Atomprogramm, indem u. a. folgendes Statement von Tsafrir zitiert wurde:

„Es sind mehrere Organisationen aktiv im Iran, so aktiv wie nur möglich! Der Mossad, der britische MI6, die amerikanische CIA. Für ihre Zwecke nutzen sie vor allem die Minderheit der Kurden!“

Ebenfalls im Februar 2012 wurde Tsafrir zum Iran-Israel-Konflikt und zum iranischen Atomprogramm vom israelischen Radiosender Arutz Sheva interviewt. Das Radio-Interview mit Tsafrir, über das der Sender später auch in seinem Webauftritt berichtete, erfolgte im Vorfeld einer Fachtagung am Truman Institut an der Hebräischen Universität Jerusalem, an der Tsafrir dann als Referent teilnahm und zur Frage der Haltung des iranischen Volkes Stellung bezog. Laut Online-Bericht von Arutz Sheva sagte Tsafrir u. a., er glaube, dass es letztlich keine andere Wahl geben werde, als einen Militärschlag gegen die iranischen Atomanlagen auszuüben:

“Former Mossad official Eliezer Tsafrir, who was the last person to serve in the agency's office in Iran, said […] he believes there will ultimately be no choice other than to launch a military strike on Iran’s nuclear facilities.”

Darüber hinaus wurde Tsafrir zu verschiedenen Foren, Tagungen und wissenschaftlichen Konferenzen in Israel und dem Ausland als Referent eingeladen. Außerdem ist Tsafrir als wissenschaftlicher Mitarbeiter am International Institute for Counter-Terrorism (ICT) an der israelischen Privatuniversität Interdisciplinary Center (IDC) in Herzlia sowie als Berater von Sicherheitsdiensten tätig.

## Publikationen
- „אנא כורדי. 75 שנות מולא מוצטפה ועוד 4000. רומן מלחמה ומילוט בכורדיסטאן“ (hebr.: Ana Kurdi. 75 shenot Mula Mutsṭafah ṿe-ʻod 4000. roman milḥamah u-miluṭ be-Kurdisṭan). הוצאת הד ארצי/Hed Arzi Publishing House, Or Jehuda 1999, LCCN 99-426830 (hebräisch; Roman; ebenfalls 1999 im gleichen Verlag auch als E-Book in hebräischer Sprache erschienen, vgl. Angaben zu den verschiedenen Ausgaben bei WorldCat).
- „שטן גדול, שטן קטן. מהפכה ומילוט באיראן“ (hebr.: Śaṭan gadol, Śaṭan ḳaṭan. mahpekhah u-miluṭ be-Iran). ספרית מעריב/Sifriyat Maʻariv, Or Jehuda 2002, LCCN 2003-546710 (hebräisch; Biografie; ebenfalls 2002 im gleichen Verlag auch als E-Book in hebräischer Sprache erschienen, vgl. Angaben zu den verschiedenen Ausgaben bei WorldCat; engl. Rezension in der Haaretz).
- „פלונטר. ״שוטר תנועה״ בסבך הלבנוני“ (hebr.: Plonter: „shoṭer tenuʻah“ ba-sevakh ha-levanoni). Miśkal/Yedioth Acharonoth Books, Tel Aviv 2006, ISBN 965-482-214-8;
eine weitere Ausgabe erschien 2006 bei הוצאת כרמל/Carmel Publishing, Jerusalem (hebräisch; Erlebnisbericht über den Libanonfeldzug 1982; ebenfalls 2006 bei Yedioth auch als E-Book in hebräischer Sprache erschienen, vgl. Angaben zu den verschiedenen Ausgaben bei WorldCat).
- zusammen mit Farnūsh Rām: persisch شيطان بزرگ، شيطان کوچک. خاطرات آخرين نماينده اطلاعات موساد در ايران Shayṭān-i buzurg, shayṭān-i kūchak. khāṭirāt-i ākharīn namāyandah-i iṭṭilāʻātī-i Mūsād dar Īrān. Shirkat-i Kitāb, Los Angeles 2007, ISBN 978-1-59584-053-0 (erweiterte, persischsprachige Ausgabe von Śaṭan gadol, Śaṭan ḳaṭan. mahpekhah u-miluṭ be-Iran, Or Jehuda 2002).